# ویل‌ورویلتز
ویل‌ورویلتز (به لاتین: Wilwerwiltz) یک منطقهٔ مسکونی در لوکزامبورگ است که در ویلتز (کانتون) واقع شده‌است.